# Macrocera chilena
Macrocera chilena är en tvåvingeart som beskrevs av Lane 1962. Macrocera chilena ingår i släktet Macrocera och familjen platthornsmyggor. Inga underarter finns listade i Catalogue of Life.